# 金魚花火
《金魚花火》是大塚愛的第5張單曲。2004年8月18日由艾迴發行其之。初回版五萬張CD附本人創作之限定特典繪本。DVD版本同時發售。
此曲以夏夜風情為主調。同時，大塚愛表示金魚花火是指夏日祭典撈金魚所用的袋子裝著煙花的意思，但其實是以金魚花火實物存在，但與大塚愛所想表達的不同，金魚花火是指能在水面上移動的煙花。與「星象儀」相同，是大塚愛著名的抒情歌曲之一。

## 收錄曲目

### CD
1. 金魚花火 (04:36)
日本電視台「情報最前線」片尾曲。
第二張專輯《LOVE JAM》，第一張精選《愛 am BEST》收錄曲。
2. 這裡是夏日假期 (04:49)
3. 金魚花火（演奏版） (04:54)
4. 這裡是夏日假期（演奏版） (04:47)

### DVD
1. 金魚花火 Music Clip

## 外部連結
- YouTube上的大塚 愛 / 金魚花火